# Az 1956 utáni megtorlás során kivégzettek listája
A következő lista az 1956-os forradalom harcaiban részt vevő, a forradalmat követő megtorlás során kivégzettek, vagy börtönben meghaltak nevét tartalmazza. A halálos ítélet fő indoka a meghozott ítéletekben nem minden esetben az 1956-os tevékenység volt.
A történészek elmúlt évtizedekben folytatott kutatásai alapján a listán szereplő egyes személyeket valószínűleg nem a forradalomban betöltött szerepük miatt, hanem köztörvényes vagy a II. világháború során elkövetett emberiesség ellenes bűnökért végeztek ki. Így valószínű, hogy a lista a történészek munkájának eredményeként változni fog.
Nagy Imre kivégzett miniszterelnök újratemetésekor, 1989. június 16-án a Hősök terén tartott megemlékezésen Mensáros László, Rékasi Károly és Orosz Helga háromnegyed órán át 235 kivégzett nevét olvasta fel a tömegnek – de már ekkor világos volt, hogy a lista valójában hosszabb.
Zárójelben az 1956-os tevékenység helye vagy módja, a születés helye és ideje és a kivégzés ideje. A lista nem teljes.

## Lista
| Ábécé szerinti tartalomjegyzék                                                                           |
| --- |
| A, Á B C Cs D Dz Dzs E, É F G Gy H I, Í J K L Ly M N Ny O, Ó Ö, Ő P Q R S Sz T Ty U, Ú Ü, Ű V W X Y Z Zs |

### A
- Alapi László, bányász (vasútihíd-robbantó, 1920. XII. 10.–1957. május 6.)
- Andi József, katonatiszt (nemzetőr, 1924. III. 27.–1958. március 6.)
- Angyal István, építésztechnikus (Tűzoltó utcai csoport, 1928. X. 14.–1958. december 2.)
- Angyal Józsefné Friedl Valéria, háztartásbeli (újságíró, 1912. III. 25.–1959. július 21.)[4][5]
- Aradi István (1960. január 15.)[6][7]

### Á
- Ábrahám József, szerszámkészítő (kémügy, 1924. XII. 20.–1958. június 9.)[8]
- Ács Lajos, ipari tanuló (nemzetőr, fegyverrejtegető 1938. VI. 21.–1959. szeptember 8.)[9]

### B
- Babér István, lakatos (Köztársaság tér, 1928. III. 12.–1959. február 13.)[10]
- Babolcsai István, kőműves (Székesfehérvári csoport, 1905. IV. 12.–1958. március 6.)[11]
- Balázs Ferenc, vízvezeték-szerelő (1933–1957. április 10.)[12]
- Balázs Géza, bányász (Corvin közi csoport, 1935–1957. július 20.)[13][14]
- Balla Pál lakatos (gyóni 1956-os események; 1919. január 5.–1957. október 25.)[15]
- Balogh László, csatornatisztító (Baross téri csoport, 1925–1958. április 22.)[16]
- Bán Róbert, rádióműszerész (Széna-téri csoport, 1934–1957. november 29.)
- Barabás László, (1960. november 29.)[forrás?]
- Barabás Tibor, szállítómunkás (Dózsa György úti csoport, 1917–1959. október 28.)[17]
- Bartha Béla, martinlakatos (Miskolc, 1956, 1927–1957. június 25.)[18]
- Bartók János, végrehajtó (Pesterzsébet, 1936–1957. február 12.)[19]
- Batonai István, targoncás (Budafok, 1956, 1928–1957. február 5.)[20][21][22]
- Batonai László, segédmunkás (fegyverrejtegetés, 1927–1957. február 5.)[20][23]
- Bárány János, szerszámkészítő (Tompa utcai csoport, 1930–1959. február 18.)[24]
- Bencsik József, gépkocsivezető (Harcok több helyen, fegyverrejtegetés, 1932–1957. április 8.)[25]
- Berecz György, műszerész (II. kerületi harcok, 1924–1958. január 28.)[26][27]
- Berta János (tiltott határátlépés, hűtlenség, kémkedés, 1959. március 28.)[28][29]
- Berta József, sorkatona (Várpalota, 1934–1958. január 2.)
- Békési Béla, orvostanhallgató (szervezkedés, 1926–1958. április 22.)[30]
- Bibók János (1960. április 26.)[forrás?]
- Bobek Károly, műszerész (Baja, 1956, 1933–1957. május 16.)[31]
- Bognár Ottó, bányász (Budapest, gyilkosság, 1931–1958. március 14.)[32]
- Bokor János, vasesztergályos (Budakeszi felkelés, 1919–1958. november 6.)[33][34]
- Bódi József, kovács (gyilkosság, 1938–1958. december 23.)[35]
- Bóna Zsigmond, villanyszerelő (Pomázi felkelés, nemzetőrparancsnok, 1930–1957. február 12.)[36][37][38]
- Bosnyák Gábor, segédmunkás (Kilián laktanya, 1930–1958. április 24.)[39][40]
- Dr. Brusznyai Árpád, tanár (A Veszprém Megyei Forradalmi Tanács elnöke, 1924–1958. január 9.)
- Burgermeiszter József, szerszámkészítő (Köztársaság tér és Nagymaros, gyilkosság, 1938–1958. november 28.)[41]

### C
- Czakó András, könyvelő (Nagykáta, emberölés, 1928–1959. május 22.)[42][43][44]
- Czermann Lajos, segédmunkás (hűtlenség, 1926. december 16–1959. március 28.)[45][46]
- Czédli István, villanyszerelő, katona (Dunakeszi, 1935–1958. augusztus 9.)[47]
- Cziffrik Lajos, gazdálkodó (Mosonmagyaróvár, 1914–1958. január 15.)[48]
- Czimmer Tibor, bányász, ökölvívó edző (Széna-téri csoport és Pilisszentiván, 1923–1959. november 29.)[49]

### Cs
- Csányi Sándor, alkalmi munkás (Dózsa György úti csoport, 1929–1959. október 28.)[50]
- Császár József, gépkocsiszerelő (Veszprém, 1929–1957. április 12.)
- Csehi Károly, festő-mázoló (Fegyverszállítás Budapesten, 1928–1959. július 30.)
- Csermák János, pincér (Dózsa György úti csoport, 1928–1959. október 28.)
- Csiki Lajos, katonatiszt (Budapest és Esztergom, 1931–1958. május 10.)
- Csizmadi Ferenc, segédmunkás (Váci út, 1932. december 7.–1958. november 12.)[51]

### D
- Dobi Károly, segédrendőr (Práter utcai csoport, 1931–1959. december 22.)[52]
- Dóczi Dénes, segédmunkás (Köztársaság tér, 1932–1958. október 7.)[53]
- Dudás József, mérnök (Országos Nemzeti Forradalmi Bizottmány vezetője, 1912–1957. január 19.)

### E, É
- Ekrem Kemál, műszerész (Széna-téri csoport, 1924–1957. november 29.)
- Erdei Lajos[forrás?]
- Erdélyi Gyula, bányász (szabotázsakciók, 1925–1959. március 25.)[54]
- Erdősi Ferenc, katonatiszt (robbantás, gyilkosság, 1935–1958. május 10.)
- Erős István, segédmunkás (Köztársaság tér, 1913–1958. október 10.)

### F
- Farkas Imre, bádogos (gyilkosság, 1929–(1958. február 28.)
- Farkas Mihály, bádogos (fegyverrejtegetés, 1928–1957. február 2.)
- Fáncsik György, műszaki ellenőr (Corvin köz, 1933–1960. január 3.)
- Dr. Fáy Ferenc, jogász, kocsikísérő (Nagytétényi Nemzetőrség, 1908–1958. március 14.)
- Fejes József Tibor, lakatoshegesztő (Corvin közi csoport, 1934–1959. április 9.)
- Fenyvesi Miklós (1959. március 28.)
- Folly Gábor, betanított munkás (Széna-téri csoport, 1919–1957. május 14.)
- Földes Gábor színházi rendező (Győri Nemzeti Tanács, 1923–1958. január 15.)
- Földesi Tibor, villanyszerelő (kémkedés, 1923–1958. január 31.)
- Franyó Ferenc, hajtó (fegyveres harcok, 1927–1958. február 20.)
- Futó János, bányagéplakatos (Dózsa György úti csoport, 1936–1959. október 28.)

### G
- Galgóczi Zoltán, bányász (fegyveres szervezkedés; Budapest, 1933. március 9.–1958. november 28.)[55]
- Garamszegi Alfréd, bányász (Széna-téri csoport, 1918–1959. február 3.)
- Gábor László, munkaügyi osztályvezető (Újpesti Nemzetőrség parancsnokhelyettese, 1930–1959. szeptember 23.)
- Gábor Péter, munkás (gyilkosság, 1919–1958. július 16.)
- Geczkó István, gépkocsivezető (vasútrobbantás, 1926–1957. május 6.)
- Gerlei József, villanyszerelő (szervezkedés, 1930–1958. április 22.)
- Géber Miklós (1957. szeptember 14.)
- Géczi József, lakatos (Corvin köz, 1930–1958. november 11.)
- Gémes József (1959. július 30.)
- Gimes Miklós, újságíró (szervezkedés, 1917–1958. június 16.)
- ifj. Góbor Ferenc (1956. december 20.)
- Gombos László, lakatos (gyilkosság, 1918–1959. október 10.)
- Gönczi Ferenc, motorszerelő, gépkocsivezető, géplakatos (Kollár István halála, 1931. augusztus 3.–1957. június 26.)
- Grosszmann Frigyes, csatornabúvár (Dózsa György úti csoport, 1920–1959. október 28.)
- Gulyás Lajos, református lelkész (Mosonmagyaróvári Nemzeti Tanács, 1918–1957. december 31.)

### Gy
- Gyöngyösi Miklós, vízvezeték-szerelő (Kollár István halála, 1929–1957. június 26.)
- Gyulai Lajos, adminisztrátor (szervezkedés, 1931–1958. december 3.)

### H
- Hajnal Sándor (1959. július 21.)
- Hangódi István (1957. december 31.)
- Harazin János gazdálkodó (gyilkosság, 1908–1957. augusztus 31.)
- Harmincz István segédmunkás (Gyóni Nemzetőrség, 1928. december 25.–1957. október 25.)
- Hámori István filmes (Baross téri csoport, 1917–1961. augusztus 26.)
- Hegedűs Géza (1959. november 18.)
- Herczegh József sütősegéd (fegyverrejtegetés, 1933–1957. október 4.)
- Horváth István hegesztő (Bakonyi ellenállás, 1957. január 27.)[56]
- Horváth István hegesztő (fegyverrejtegetés, 1936–1957. január 26.)
- Hullár Gábor hentes (fegyverrejtegetés, 1924–1957. február 7.)
- Huszár László rakodómunkás (hűtlenség, 1932–1959. november 21.)
- Huzián István szabósegéd (Köztársaság tér, gyilkosság, 1924–1959. december 22.)

### I, Í
- Illésy Gábor (1957. október 4.)
- Illyés László (1958. május 14.)
- Iván Kovács László, sportköri előadó (Corvin közi csoport, 1930–1957. december 30.)
- Ivicz György, villanyszerelő (Rákóczi téri csoport, 1936–1958. február 18.)

### J
- Jakab András (1959. december 18.)
- Józsa György, könyvelő (fegyverrejtegetés, 1933–1957. április 12.)

### K
- Kalapos János (1960. január 27.)
- Kálmán Dezső, kocsis, sorkatona (szervezkedés, 1934. június 8.–1958. november 15.)[57]
- Kanyó Bertalan, lakatos (Ózd, 1900–1957. április 27.)
- Károlyi László (1961. április 11.)
- Katona István, gazdálkodó (fegyverrejtegetés, 1920–1957. október 17.)
- Katona József (1958. május 7.)
- Katona Sándor, nyomdász (fegyverrejtegetés, 1915–1957. február 12.)
- Csontosné Kenderesi Mária (1958. február 14.)
- Keller Károly, alkalmi munkás (Dózsa György úti csoport, 1925–1959. október 28.)
- Kicska János, katonatiszt (szervezkedés, gyilkosság; Munkács, 1931. május 22.–1958. november 15.)[58]
- Kiss Antal, fűtő (Mosonmagyaróvár, 1933–1957. december 31.)
- Kiss István, segédmunkás (Széna-téri csoport; Panyola, 1928. december 2.–1958. október 16.)[59]
- Kiss Sándor (1957. május 17.)
- Klenovszky István, segédmunkás (Corvin köz, 1936–1958. október 4.)
- Kocsis Sándor, rendőr (Soroksári Nemzetőrség; Kiskunfélegyháza, 1928. március 1.–1957. szeptember 4.)[60]
- Kokics Béla, segédmunkás (Széna-téri csoport, 1924–1958. május 8.)
- Kolompár Mátyás, vándoriparos (emberölés, 1924–1957. október 7.)
- Kolonics János, bányász (Széna-téri csoport, 1935–1959. május 6.)
- Kolozsi István, segédmunkás (Ózdi polgárőrség, 1913–1958. október 22.)
- Komjáti Ferenc, rakodómunkás (Miskolc, 1927–1957. július 20.)[61]
- Kondorosi Imre, lakatos (Dózsa György úti csoport, 1922–1959. október 28.)
- Kormos Zoltán (Corvin-közi csoport, 1956. november 1.)
- Korsós József, géplakatos, sorkatona (Dunakeszi, 1935–1958. augusztus 9.)
- Kósa Ferenc, béres (Köztársaság tér, 1938–1958. június 25.)
- Kósa Pál, asztalos (Nemzeti Bizottság, 1921–1959. augusztus 5.)
- Koszterna Gyula, lakatos (Forradalmi Bizottság, 1933–1959. július 30.)
- Kovács Dezső, hőszigetelő (VII. ker. Nemzetőrség, 1920–1958. október 7.)
- Kovács Ferenc, segédmunkás (Landler Jenő utca, 1931–1957. június 26.)
- Kovács Imre, segédmunkás (VII. ker. Nemzetőrség, 1929–1958. október 7.)
- Kovács István (1957. október 31.)
- Kovács József, főkönyvelő (Szegedi felkelés, 1926–1958. október 6.)
- Kovács Lajos, vájár (Baross téri csoport; Monor, 1927. július 17.–1961. augusztus 26.)
- Kóté Sörös József, vándoriparos (Vajdahunyad utcai csoport, 1927–1959. február 26.)
- Kőrösi Sándor katonatiszt (szervezkedés vezetése, 1932–1958. március 6.)
- Krausz Gyula, fémmunkás, sorkatona (Dózsa György úti csoport, 1934–1959. október 28.)
- Kuti István (1959. július 7.)

### L
- Lachky Albert szerszámkészítő (Köztársaság téri kivégzések, 1933–1958. november 28.)
- Lakos János gazdálkodó (Gyóni Nemzeti Bizottság, 1920. február 23.–1957. október 25.)
- Laurinyecz András bányász (Széna téri csoport, 1927–1957. november 29.)
- Lengyel László kőművessegéd (kivégzések végrehajtása, 1936–1957. július 20.)
- Léderer Jenő Tibor bányász (szándékos emberölés, 1935–1957. február 15.)
- Lénárd Ottó pék (szervezkedés vezetése, 1929–1958. január 28.)
- Losonczy Géza államminiszter (1917. május 5.–1957. december 21., a börtönben meghalt)
- Lukács László esztergályos (hűtlenség, 1923–1959. január 13.)

### M
- Magori Mária, segédmunkás (Dózsa György úti csoport, 1913-1959. október 28.)
- Magyar János, traktoros, sorkatona (szervezkedés; Révfalu, 1934. január 2.–1958. november 15.)[62]
- Magyar Zoltán, vasesztergályos, határőr (Ózdi felkelés, 1933–1958. október 22.)
- Major Ernő, szíjgyártó (Csepeli Nemzetőrség parancsnoka, 1915–1958. március 6.)
- Dr. Makó Kléger László (1959. július 25.)
- Maléter Pál, honvédelmi miniszter (1917–1958. június 16.)
- Mansfeld Péter, ipari tanuló (Széna-téri csoport, 1941–1959. március 21., a legfiatalabb kivégzett)
- Marényi Ernő (1957. október 31.)
- Mayer Antal, villanyszerelő (Köztársaság tér, 1913–1958. január 14.)
- Mányi Erzsébet, adminisztrátor (1937–1957. február 2.)
- Mecséri János, katonatiszt (Budai körzet parancsnoka, 1920–1958. november 15.)
- Menyhárt Gyula (1959. július 2.)
- Mészáros István (1959. július 6.)
- Micskó Ferenc (1959. április 7.)
- Micsinai István, lakatos (XX. ker. Nemzetőrség, 1917–1957. április 18.)
- Minczér József, bányász (fegyverrejtegetés, 1932–1956. december 20.)
- Modori Sándor, bányász (Wesselényi utcai csoport, 1923–1958. október 7.)
- Molnár Imre, határőr (kémkedés, 1934–1957. október 3.)
- Molnár Károly, géplakatos (XVIII. ker. Nemzeti Bizottság, 1930–1958. július 5.)
- Molnár Sándor, bányász (Székesfehérvár, 1933–1958. március 6.)
- Motzer Nándor, katonatiszt (hűtlenség, 1930–1959. április 9.)

### N
- Nagy András, vasesztergályos (hűtlenség, 1934–1958. június 11.)[63]
- Nagy Imre, miniszterelnök (1896–1958. június 16.)
- Nagy István (1960. december 1.)
- Nagy József, szállítómunkás (gyilkosság, 1929–1958. február 28.)
- Nagy József, alkalmi munkás (Széna-téri csoport, 1929–1958. november 28.)
- Nagy József, bányász (vasúti robbantás, 1934–1959. április 23.)
- Nagy József, hentes (Corvin köz, 1936–1959. február 18.)
- Nagy Lajos (1957. október 1.)
- Nagy Sándor (1959. július 30.)
- Nagy Zoltán, bányász (Miskolc, 1926–1957. július 20.)
- Németh József, vízvezeték-szerelő (Dózsa György úti csoport, 1912–1959. október 28.)
- Nickelsburg László, műszerész (Baross téri csoport vezetője, 1924–1961. augusztus 26., az utolsó kivégzett)[64][65][66][67]
- Noé János (1959. november 14.)

### Ny
- Nyemcsok György (1961. december 13-án a Szegedi BV Intézetben öngyilkos lett)

### O, Ó
- Oláh Miklós, raktáros (Miskolc, 1935–1957. április 12.)
- Onestyák László, szerszámköszörűs (Berzenczey uti csoport, 1938–1958. november 22.)[68]
- Ozsvár Károly, rakodómunkás (Ráday utcai csoport, 1933–1959. május 14.)
- Michalidesz Györgyné Ócsai Mária (1959. április 7.)

### P
- Palotás József, kovácsmester (Baross tér, 1935–1958. március 14.)
- Panczer Ferenc, villamoskalauz (Köztársaság tér, 1902–1958. október 23.)
- ifj. Patyi István, kőműves (Kiskunmajsa, 1913–1957. október 10.)
- Pálházi Ferenc, szobafestő (kivégzésekben részvétel, 1903–1959. május 10.)
- Pálinkás-Pallavicini Antal, honvédőrnagy (Mindszenty hercegprímás kiszabadítója, 1922–1957. december 10.)
- Pekó István, segédmunkás (Kiskunmajsa, 1914–1957. október 10.)
- Petrus József, bányász (Pécs, 1936–1958. március 5.)
- Péch Géza, üzemmérnök (szervezkedés, 1930–1958. április 22.)
- Pércsi Lajos, katonatiszt (Schmidt-kastély, 1911–1958. május 10.)
- Pintér József, géplakatos (fegyverrejtegetés, 1936–1957. január 16.)
- Pólya Ferenc Sándor, villanyszerelő (fegyverrejtegetés, 1913–1957. április 8.)
- Pópa (Papp) József, segédmunkás (Széna-téri csoport, 1927–1958. április 16.)
- Preisz Zoltán, rendőrtiszt (kémkedés, gyilkosság, 1925–1957. május 10.)
- Preszmajer Ágoston, traktoros (Práter utca, 1934–1957. november 7.)

### R
- Dr. Rajki Márton, ügyvéd (Újpesti Forradalmi Bizottság elnöke, 1901–1959. július 30.)
- Rasztik Péter (1960. január 27.)
- Renner Péter, térképész (Corvin köz, 1933–1958. február 5.)
- Rémiás Pál, katonatiszt (Juta domb, 1930–1958. november 15.)[69]
- ifj. Rizmajer József, segédmunkás (Kakucs, 1935. február 19.–1957. augusztus 31.)[70]
- Romvári József (1957. június 15.)
- Rusznyák László, bányász (Széna téri csoport, Bányász Brigád megszervezője, 1933–1957. november 29.)

### S
- Bakos Gyuláné Salabert Erzsébet, segédmunkás (Több budapesti csoport, 1930–1958. november 28.)
- Schiff János, segédmunkás (fegyverrejtegetés; Pesterzsébet, 1930. június 8.–1957. április 25.)[71]
- Sikó Dezső, kazánfűtő (Miskolci felkelés; Diósgyőr, 1930. május 7.–1957. július 20.)[72]
- Silye Sámuel, vasesztergályos, sorkatona (Kőbánya, 1932–1959. november 21.)
- Simon Gábor, varrógépműszerész (Baross tér, 1934–1958. november 18.)
- Sipos István (1960. augusztus 1.)
- Smrek Benjámin, földműves (Sári, 1934. február 4.–1957. szeptember 5.)[73]
- Soltész József, cipész (Bakonyi csoport, 1927–1956. december 15.) (a legelső kivégzett)
- Somlai István, lakatos (Köztársaság tér, 1936–1957. április 27.)
- Somlyói Nagy Sándor, gyári munkás (Újpesti Nemzetőrség parancsnoka, 1902–1959. július 30.)
- Somogyi Tibor, sorkatona (XXI. ker. Nemzetőrség, 1935–1958. március 6.)
- Sörös Imre, elektrolakatos (szervezkedés, 1932–1958. február 5.)
- Spannberger György, lakatos (fegyveres harcok, 1913–1957. november 8.)
- Steiner Lajos, fuvaros (VII. ker. Nemzetőrség parancsnoka, 1930–1959. augusztus 5.)
- Havrilla Béláné-Sticker Katalin, takarítónő (Vajdahunyad utcai csoport, 1932–1959. február 26.)

### Sz
- Szabó István, gazdálkodó (Apátvarasdi Nemzetőrség, 1920–1957. június 27.)
- Szabó János, "Szabó bácsi" gépkocsivezető (Széna-téri csoport, 1897–1957. január 19.)
- Szabó János, gépkocsivezető (Kecskemét, 1928–1960. március 2.)
- Szabó József (1959. október 3.)
- D. Szabó Károly villamoskalauz (Gyóni Nemzeti Bizottság, 1924. január 18.–1959. január 14.)
- Szabó Lajos, betanított munkás (Corvin köz, 1930–1959. február 18.)
- Szabó László (1961. április 8.)
- Szabó Pál, katonatiszt (szervezkedés vezetése, 1915–1958. november 15.)
- Szántó Farkas Béla, katonatiszt (XVIII-ker. Béke téri csoport, 1929–1958. december 29.)
- Szász Zoltán, bányász (kivégzések végrehajtása; Sajószentpéter, 1930. december 31.–1957. június 20.)[74]
- Szegedi Flórián, vízvezeték-szerelő (Kispesti csoport, 1929–1958. szeptember 3.)
- Szelepcsényi István, villanyszerelő (Nagykovácsi csoport, 1932–1959. szeptember 8.)
- Szendi Dezső, katonatiszt (Forradalmi Katonai Tanács; Tiszadob, 1923. július 2.–1958. november 15.)[75]
- Szente István, kocsikísérő (Csepeli Nemzetőrség, 1937–1958. december 23.)
- id. Szente Károly, kocsikísérő (Csepeli Nemzeti Bizottság, 1906–1958. december 23.)
- Szigethy Attila, országgyűlési képviselő (a börtönben halt meg, 1912–1957)
- Dr. Szilágyi József, vállalati osztályvezető (Nagy Imre titkárságvezetője 1917–1958. április 24.)
- Szilágyi László, terv-előadó (Nyíregyházi Munkástanács elnöke, 1924–1958. május 6.)
- Szirmai Ottó, dramaturg (Tűzoltó utcai csoport, 1926–1959. január 22.)
- Szivák István, villanyhegesztő (Dózsa György úti csoport, 1934–1959. október 28.)
- Szívós Géza, fuvaros (fegyverrejtegetés, 1931–1957. január 3.)
- Szívós Mihály, (1956. november 12., az első kivégzett)
- Szmrek Benjámin, gazdálkodó (gyilkosság, 1934–1957 szeptember 5.)
- Dr. Szobonya Zoltán, jogász (Jánoshalma, 1909–1958. szeptember 29.)
- Szörtsey István, könyvelő (Kilián laktanya, 1891–1957. november 21.)
- Szrogh Sándor (1957. május 17.)

### T
- Takács Kálmán, vasesztergályos (Budakeszi felkelés, 1909–1958. november 6.)
- Talló Mihály (1960. január 27.)
- Tihanyi Árpád, tanár (hűtlenség, 1916–1957. december 31.)
- Tomaszovszki András, villanyszerelő (szervezkedés, 1923–1958. május 6.)
- Toracz Sándor, bányász (Baross téri csoport, 1930–1958. szeptember 3.)
- Tóth György, gazdálkodó (fegyverrejtegetés, 1909–1957. szeptember 3.)
- Tóth Ilona, orvostanhallgató (Kollár István halála, 1932–1957. június 26.)
- Tóth József, kocsikísérő (Vajdahunyad utcai csoport, 1927–1959. február 26.)
- G. Tóth László, segédmunkás (Miskolci szervezkedés; Felsőzsolca, 1914. december 21.–1957. július 20.)[76]
- Tóth László (1961. november 23.)
- Tóth Tibor, segédmunkás (Kisfaludy utcai csoport, 1937–1959. december 22.)
- Török István, vasesztergályos (Győr, 1930–1958. december 2.)
- Törzsök Géza, szabósegéd (szervezkedés, 1911–1958. május 20.)
- Tunbász Ákos, adminisztrátor (szervezkedés, hűtlenség, 1935–1959. március 27.)
- Tutsch József, gépszerelő (Köztársaság tér, 1929–1959. szeptember 24.)

### U, Ú
- Újvári József, bányász (szervezkedés, 1927–1958. június 25.)

### V
- Vajgel Mihály (1961. december 13.)
- Varga József, segédmunkás (fegyverrejtegetés, 1928–1957. január 22.)
- Varga Miklós (1960. szeptember 12.)
- Varga Péter, földműves, határőr (szervezkedés, gyilkosság, 1933–1958. október 22.)
- Vass Lajos, segédmunkás (Práter utcai csapat, 1936–1958. november 28.)
- Veréb László, szerszámkészítő, sorkatona (hűtlenség, 1935–1959. október 6.)
- Viskovics János, segédmunkás (szervezkedés, gyilkosság, 1918–1958. november 12.)

### W
- Weintráger László, rendőr (gyilkosság, 1928–1958. január 15.)

### Z
- Zódor János, bányász (gyilkosság, 1936–1958. október 24.)
- Zöld Ádám, segédjegyző (hűtlenség, 1911–1959. május 15. a börtönben meghalt)
- Zrínyi János, gazdálkodó (fegyveres szervezkedés, 1925–1958. március 14.)

### Zs
- Zsigmond Imre, gazdálkodó (gyilkosság, 1924–1957. december 31.)
- Zsigmond László, kocsifelíró (szervezkedés, 1921–1958. február 5.)